# Zulfat Garáyev
Zulfat Irekovich Garáyev –en ruso, Зулфат Ирекович Гараев– (Náberezhnye Chelny, 12 de enero de 2000) es un deportista ruso que compite en halterofilia. Ganó una medalla de bronce en el Campeonato Mundial de Halterofilia de 2021, en la categoría de 67 kg.

## Palmarés internacional
| Campeonato Mundial | Campeonato Mundial   | Campeonato Mundial | Campeonato Mundial |
| Año                | Lugar                | Medalla            | Categoría          |
| ------------------ | -------------------- | ------------------ | ------------------ |
| 2021               | Taskent (Uzbekistán) | Medalla de bronce  | 67 kg              |